# 对称性破缺
對稱性破缺（symmetry breaking）是指物理學裏，在具有某種對稱性的物理系統之臨界點附近發生的微小振盪，通過選擇所有可能分岔中的一個分岔，打破了這物理系統的對稱性，並且決定了這物理系統的命運。例如當水溫降至接近冰點時，水中各處看起來皆相同，因此水系統具有空間上的對稱性，此時若某處的溫度振盪至低於冰點，便破壞了對稱性，且決定了所凝固之冰的結構。對於外在觀察者，不清楚有漲落（或熱噪聲）的存在，會覺得這選擇相當隨機或任意。在圖樣形成（pattern formation）裏，對稱性破缺佔有重要角色。
對稱性破缺可以分為兩種：
- 明顯對稱性破缺：在描述物理系統的拉格朗日量或哈密頓量的數學表示裏，存在明顯不具有某種對稱性的項。
- 自發對稱性破缺：描述物理系統的拉格朗日量或哈密頓量具有某種對稱性，但是物理系統的最低能量態（真空態）不具有此種對稱性。通常，這種對稱性破缺會具有一種有序參數。动力学对称性破缺是這種對稱性破缺的特例。著名例子分别为标准模型中的希格斯机制、超导物理中的BCS理论。

## 歷史
在最早研究對稱性破缺的幾個物理案例中，有一個案例是研究均勻旋轉的不可壓縮流體處於重力與流體靜力平衡所呈現出的形狀。卡爾·雅可比 與稍後約瑟夫·劉維爾 分別於1834年表示，三主軸麥克勞林橢球是這問題的平衡解，當旋轉流體的動能與重力能的比率超過了某臨界値之時，在這分岔點，軸對稱被打破，之後，動能極小化的解答為非軸對稱雅可比橢球。
皮埃尔·居里對於對稱性破缺做了很多研究。他表明，當某些現象發生時，原本的對稱群會被降低為其子群，對稱性破缺是以這方式造成了這現象。應用群論來表述，原本的對稱群被降低為其子群，因此，對稱性破缺可以視為原本對稱群與其子群之間的變換關係。從這角度來看，在研究對稱性破缺論題時，幾個研究重點是，會出現哪些子群、這些子群怎樣出現、這些子群出現的先決條件為何？
1972年，諾貝爾物理學獎得主 菲利普·安德森發表論文《繁是不同》（《More is different》），應用對稱性破缺的點子來指出還原論的局限。

## 参阅
- 南部-戈德斯通定理
- 量子色動力學真空（QCD vacuum）